# Berøringen
Berøringen er en svensk dramafilm fra 1971 skrevet og instrueret af Ingmar Bergman. I hovedrollerne ses blandt andre Elliott Gould, Bibi Andersson og Max von Sydow.

## Handling
En husmor begynder en affære med en fremmed arkæolog. Men han er en følelsesmæssigt arret mand, en Holocaust -overlevende; Derfor vil deres forhold være smerteligt og vanskeligt.

## Medvirkende (i udvalg)
- Elliott Gould som David Kovac
- Bibi Andersson som Karin Vergerus
- Max von Sydow som Andreas Vergerus
- Barbro Hiort af Ornäs som Karins mor
- Staffan Hallerstam som Anders Vergehus
- Åke Lindström som Holm
- Margaretha Byström som sekretær
- Per Sjöstrand som kurator
- Aino Taube som kvinde på trappe
- Kenne Fant som middagsgæst
- Harry Schein som mand der holder takketale